# توموجي إبقوتشي
توموجي إبقوتشي (باليابانية: 江口 倫司) (22 أبريل 1977 في هيوغو في اليابان – )؛ هو لاعب كرة قدم ياباني سابق كان يلعب كمهاجم.

## روابط خارجية
- توموجي إبقوتشي على موقع رابطة كرة القدم اليابانية للمحترفين (اليابانية)
- توموجي إبقوتشي على موقع عالم كرة القدم.نت (الإنجليزية)